# Gorm il Vecchio
Gorm, detto il Vecchio (danese: Gorm den Gamle, norreno: Gormr gamli), noto anche come Gormo III (prima del 900 – 958/964), è stato un re danese nato alla fine del IX secolo, il suo regno si estese intorno alla metà del X secolo.
È il primo re danese della cui esistenza si hanno prove certe.

## Biografia

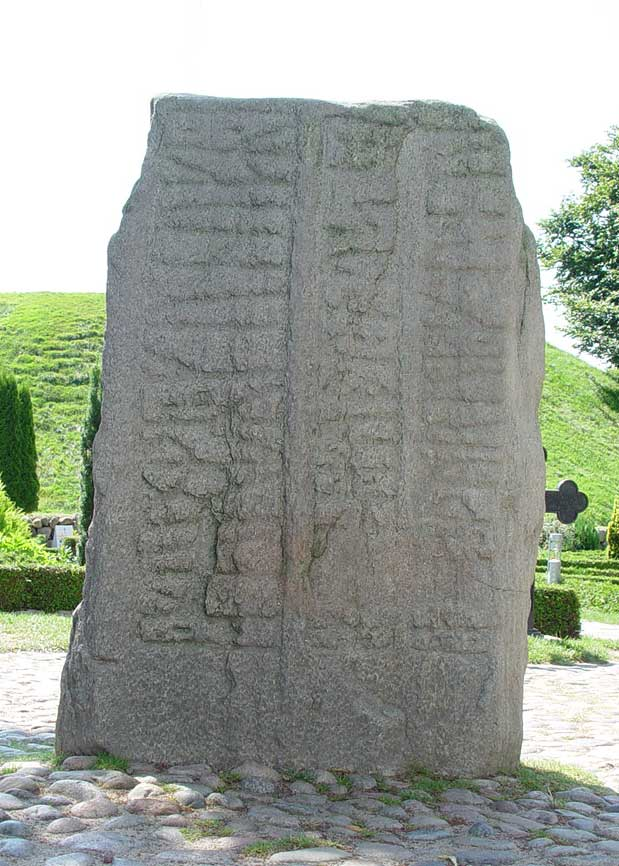
Pietra di Gorm, lato A

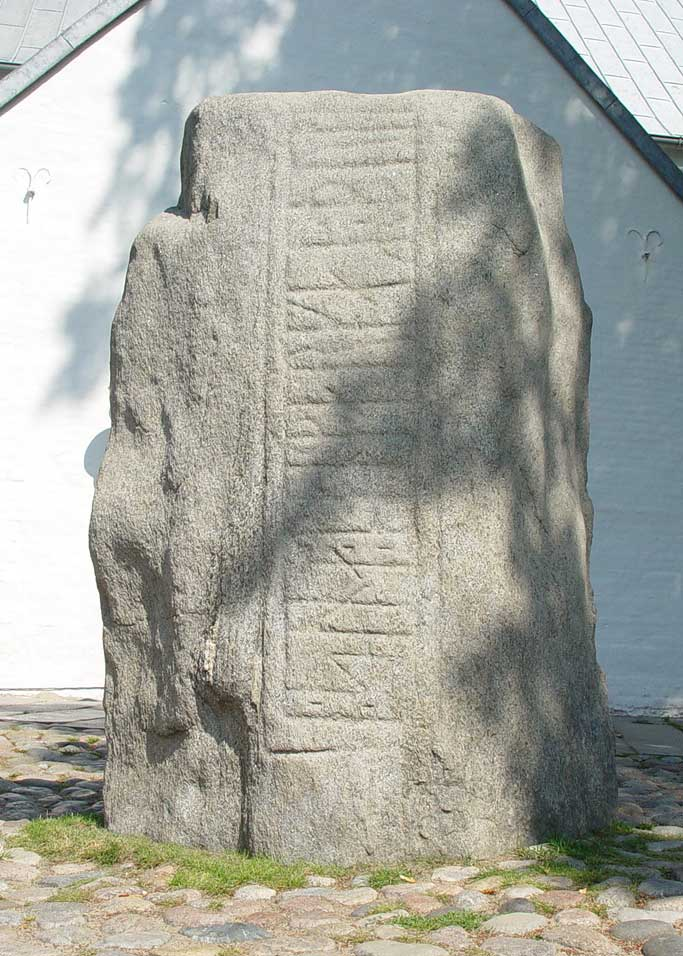
Pietra di Gorm, lato B

Egli discendeva dai Danesi che governarono l'Anglia orientale. Suo padre, Harthacnut di Danimarca, arrivò in Danimarca intorno al 916-917 e spodestò il re in carica Sigtrygg Gnupasson; quando poi Harthacnut morì, Gorm il Vecchio salì al trono: la data stimata della sua ascesa è intorno al 934-936.
La testimonianza più evidente del suo regno è la pietra runica nella cittadina di Jelling (comune di Vejle) che egli eresse per commemorare sua moglie Thyra; sulla pietra c'è scritto in norreno: Il re Gorm fece questo monumento in memoria di Thyra, sua moglie, la salvezza della Danimarca.
Nel 1978 gli scheletri di Gorm e Thyra furono trovati nel sito della prima chiesa cristiana danese a Jelling. Durante il regno di Gorm la religione di Stato era quella pagana, ma durante il regno del figlio Aroldo, che aveva ricevuto un'istruzione cristiana da sua madre, la Danimarca si convertì ufficialmente al Cristianesimo; si pensa quindi che Aroldo abbia spostato i corpi dei suoi genitori dalla collina dove erano sepolti prima (quella dove è stata eretta la pietra runica) alla chiesa.

## Ascendenza
L'unica fonte che accenna del padre di Gorm è la Gesta Hammaburgensis ecclesiae pontificum di Adamo da Brema, considerata attendibile. Tutti gli altri ascendenti sono menzionati in saghe nordiche, con seri problemi di affidabilità.
|                         |   |                         | Genitori                  |  |  | Nonni                         |  |  | Bisnonni          |  |
|                         |   |                         |                           |  |  | Sigurd Serpente nell'Occhio ? |  |  | Ragnarr Loðbrók ? |  |
|                         |   |                         |                           |  |  | Sigurd Serpente nell'Occhio ? |  |  | Ragnarr Loðbrók ? |  |
|                         |   | Aslaug Sigurdsdóttir ?  |                           |  |  | Sigurd Serpente nell'Occhio ? |  |  |                   |  |
| Harthacnut di Danimarca |   |                         |                           |  |  | Sigurd Serpente nell'Occhio ? |  |  |                   |  |
|                         |   | Blaeja di Northumbria ? | Aelle II di Northumbria ? |  |  |                               |  |  |                   |  |
|                         |   | Blaeja di Northumbria ? | Aelle II di Northumbria ? |  |  |                               |  |  |                   |  |
|                         |   | Blaeja di Northumbria ? | …                         |  |  |                               |  |  |                   |  |
| Gorm il Vecchio         |   | Blaeja di Northumbria ? |                           |  |  |                               |  |  |                   |  |
|                         | … | …                       |                           |  |  |                               |  |  |                   |  |
|                         | … | …                       |                           |  |  |                               |  |  |                   |  |
|                         | … | …                       |                           |  |  |                               |  |  |                   |  |
| …                       | … |                         |                           |  |  |                               |  |  |                   |  |
|                         |   | …                       | …                         |  |  |                               |  |  |                   |  |
|                         |   | …                       | …                         |  |  |                               |  |  |                   |  |
|                         |   | …                       | …                         |  |  |                               |  |  |                   |  |
|                         |   | …                       |                           |  |  |                               |  |  |                   |  |